# Oncidium anthocrene
Oncidium anthocrene är en orkidéart som beskrevs av Heinrich Gustav Reichenbach. Oncidium anthocrene ingår i släktet Oncidium och familjen orkidéer. Inga underarter finns listade i Catalogue of Life.